# Regering-Verhofstadt II
De regering-Verhofstadt II (12 juli 2003 - 21 december 2007) was een Belgische regering. Het was een coalitie tussen de VLD/MR (25 en 24 zetels), de PS (25 zetels) en het kartel sp.a/Spirit (23 zetels). Aangezien de regering bestond uit blauwe en rode partijen wordt ze ook wel Paars I genoemd.
Na de verkiezingen van 18 mei 2003 werd deze regering gevormd na 35 dagen en volgde hiermee de regering-Verhofstadt I op. In vergelijking met de vorige regering verdwenen de groene partijen Agalev en Ecolo uit de regering. Bij de verkiezingen haalden zij niet langer de kiesdrempel. 
Omdat in 2004 verkiezingen voor het Vlaamse en Europese parlement werden gehouden en een aantal ministers uit de federale regering naar de gemeenschaps- en gewestregeringen en Europa vertrok, werd de regering na deze herschikking ook wel Verhofstadt II bis genoemd.
Bij de verkiezingen van 10 juni 2007 verloren de liberalen en socialisten hun meerderheid. Maar deze regering bleef echter tot december 2007 officiel in functie als ontslagnemende regering, aangezien de toenmalige leider Yves Leterme van het kartel CD&V/N-VA geen nieuwe regering kon vormen. Op 21 december 2007 vormde Guy Verhofstadt uiteindelijk op verzoek van koning Albert II de 'overgangsregering' Verhofstadt III, om het land uit de impasse te halen.

## Maatregelen
De meest bekende maatregelen van de regering-Verhofstadt II zijn:
- Het Generatiepact (11 oktober 2005)
- De Notionele Intrestaftrek (22 juni 2005)
- Belastingsverlagingen: verlaging van de inkomstenbelasting voor werkenden
- Maatregelen in verband met de jeugdcriminaliteit (2006) (na de roofmoord op Joe Van Holsbeeck in het station Brussel Centraal)
- De schoolpremie, extra premie voor ouders met schoolgaande kinderen (2006)
- Verstrenging van de wapenwet (2006) (na de racistische moorden door Hans Van Themsche in Antwerpen)
- De hervorming van de brandweer (april 2007)
- De schuldloze echtscheiding (april 2007)
- De versoepeling van de winkeluren (2007)

Het migrantenstemrecht was geen regeringskwestie maar werd aan het parlement overgelaten: in 2004 werd dit met een wisselmeerderheid ingevoerd (VLD stemde tegen).

## Samenstelling
De regering telde 15 ministers (14 + 1 eerste minister) en 6 staatssecretarissen. Het kernkabinet telde 4 vicepremiers.
| Ambtsbekleder                                                                                           | Ambtsbekleder                       | Ambtsbekleder                   | Functie en bevoegdheid | Termijn                            | Partij      |
| Kernkabinet                                                                                             | Kernkabinet                         | Kernkabinet                     | Kernkabinet | Kernkabinet                        | Kernkabinet |
| --- | ----------------------------------- | ------------------------------- | --- | ---------------------------------- | ----------- |
| |                                     | Guy Verhofstadt (1953)          | Premier | 12 juli 2003 - 21 december 2007    | VLD         |
| |                                     | Laurette Onkelinx (1958)        | Vicepremier Justitie | 12 juli 2003 - 21 december 2007    | PS          |
| |                                     | Louis Michel (1947)             | Vicepremier Buitenlandse Zaken                                                                                              | 12 juli 2003 - 18 juli 2004        | MR          |
| |                                     | Johan Vande Lanotte (1955)      | Vicepremier Begroting en Overheidsbedrijven                                                                                 | 12 juli 2003 - 17 oktober 2005     | sp.a        |
| |                                     | Patrick Dewael (1955)           | Vicepremier Binnenlandse Zaken                                                                                              | 12 juli 2003 - 21 december 2007    | VLD         |
| |                                     | Didier Reynders (1958)          | Vicepremier | 18 juli 2004 - 21 december 2007    | MR          |
| Financiën                                                                                               | 12 juli 2003 - 21 december 2007     | Didier Reynders (1958)          | |                                    | MR          |
| |                                     | Freya Van den Bossche (1975)    | Vicepremier Begroting en Consumentenzaken                                                                                   | 17 oktober 2005 - 21 december 2007 | sp.a        |
| Ministers                                                                                               |                                     |                                 | |                                    |             |
| |                                     | Frank Vandenbroucke (1955)      | Werk en Pensioenen | 12 juli 2003 - 18 juli 2004        | sp.a        |
| |                                     | André Flahaut (1955)            | Landsverdediging | 12 juli 2003 - 21 december 2007    | PS          |
| |                                     | Marc Verwilghen (1952)          | Ontwikkelingssamenwerking                                                                                                   | 12 juli 2003 - 18 juli 2004        | VLD         |
| Economie, Energie, Buitenlandse Handel en Wetenschapsbeleid                                             | 18 juli 2004 - 21 december 2007     | Marc Verwilghen (1952)          | |                                    | VLD         |
| |                                     | Rudy Demotte (1963)             | Sociale Zaken en Volksgezondheid                                                                                            | 12 juli 2003 - 20 juli 2007        | PS          |
| |                                     | Fientje Moerman (1958)          | Economie, Energie, Buitenlandse Handel en Wetenschapsbeleid                                                                 | 12 juli 2003 - 18 juli 2004        | VLD         |
| |                                     | Bert Anciaux (1959)             | Mobiliteit en Sociale Economie                                                                                              | 12 juli 2003 - 18 juli 2004        | Spirit      |
| |                                     | Marie Arena (1966)              | Ambtenarenzaken, Maatschappelijke Integratie en Grootstedenbeleid                                                           | 12 juli 2003 - 18 juli 2004        | PS          |
| Gelijke Kansen                                                                                          | 14 november 2003 - 18 juli 2004     | Marie Arena (1966)              | |                                    | PS          |
| |                                     | Sabine Laruelle (1965)          | Middenstand en Landbouw | 12 juli 2003 - 21 december 2007    | MR          |
| belast met Ontwikkelingssamenwerking                                                                    | 12 juli 2007 - 21 december 2007     | Sabine Laruelle (1965)          | |                                    | MR          |
| |                                     | Freya Van den Bossche (1975)    | Leefmilieu, Consumentenzaken en Duurzame Ontwikkeling                                                                       | 12 juli 2003 - 18 juli 2004        | sp.a        |
| Werk en Consumentenzaken                                                                                | 18 juli 2004 - 17 oktober 2005      | Freya Van den Bossche (1975)    | |                                    | sp.a        |
| |                                     | Karel De Gucht (1954)           | Buitenlandse Zaken | 18 juli 2004 - 21 december 2007    | VLD         |
| |                                     | Armand De Decker (1948-2019)    | Ontwikkelingssamenwerking                                                                                                   | 18 juli 2004 - 12 juli 2007        | MR          |
| |                                     | Christian Dupont (1947)         | Ambtenarenzaken, Maatschappelijke Integratie, Grootstedenbeleid en Gelijke Kansen                                           | 18 juli 2004 - 21 december 2007    | PS          |
| |                                     | Renaat Landuyt (1959)           | Mobiliteit | 18 juli 2004 - 21 december 2007    | sp.a        |
| |                                     | Bruno Tobback (1969)            | Leefmilieu en Pensioenen | 18 juli 2004 - 21 december 2007    | sp.a        |
| |                                     | Peter Vanvelthoven (1962)       | Werk | 17 oktober 2005 - 21 december 2007 | sp.a        |
| |                                     | Hervé Jamar (1965)              | toegevoegd aan de Minister van Financiën, belast met de Modernisering van de Financiën en de Strijd tegen de Fiscale Fraude | 12 juli 2007 - 21 december 2007    | MR          |
| |                                     | Didier Donfut (1956)            | Sociale Zaken en Volksgezondheid, belast met Europese Zaken                                                                 | 20 juli 2007 - 21 december 2007    | PS          |
| Staatssecretariaten                                                                                     |                                     |                                 | |                                    |             |
| |                                     | Peter Vanvelthoven (1962)       | Informatisering van de Staat, toegevoegd aan de Minister van Begroting en Overheidsbedrijven                                | 12 juli 2003 - 17 oktober 2005     | sp.a        |
| |                                     | Jacques Simonet (1963-2007)     | Europese Zaken, toegevoegd aan de Minister van Buitenlandse Zaken                                                           | 12 juli 2003 - 14 november 2003    | MR          |
| Europese Zaken en Buitenlandse Zaken, toegevoegd aan de Minister van Buitenlandse Zaken                 | 14 november 2003 - 12 februari 2004 | Jacques Simonet (1963-2007)     | |                                    | MR          |
| |                                     | Hervé Jamar (1965)              | Modernisering van de Financiën en de Strijd tegen de Fiscale Fraude, toegevoegd aan de Minister van Financiën               | 12 juli 2003 - 12 juli 2007        | MR          |
| |                                     | Anissa Temsamani (1966)         | Arbeidsorganisatie en Welzijn op het werk, toegevoegd aan de Minister van Werk en Pensioenen                                | 12 juli 2003 - 25 september 2003   | sp.a        |
| |                                     | Kathleen Van Brempt (1969)      | Arbeidsorganisatie en Welzijn op het werk, toegevoegd aan de Minister van Werk en Pensioenen                                | 26 september 2003 - 18 juli 2004   | sp.a        |
| |                                     | Isabelle Simonis (1967)         | Gezin en Personen met een handicap, toegevoegd aan de Minister van Sociale Zaken en Volksgezondheid                         | 12 juli 2003 - 18 juli 2004        | PS          |
| |                                     | Gisèle Mandaila Malamba (1969)  | Gezin en Personen met een handicap, toegevoegd aan de Minister van Sociale Zaken en Volksgezondheid                         | 18 juli 2004 - 21 december 2007    | MR          |
| |                                     | Vincent Van Quickenborne (1973) | Administratieve Vereenvoudiging, toegevoegd aan de Eerste Minister                                                          | 12 juli 2003 - 21 december 2007    | VLD         |
| |                                     | Frédérique Ries (1959)          | Europese Zaken en Buitenlandse Zaken, toegevoegd aan de Minister van Buitenlandse Zaken                                     | 12 februari 2004 - 18 juli 2004    | MR          |
| |                                     | Didier Donfut (1956)            | Europese Zaken, toegevoegd aan de Minister van Buitenlandse Zaken                                                           | 18 juli 2004 - 20 juli 2007        | PS          |
| |                                     | Els Van Weert (1968)            | Duurzame Ontwikkeling en Sociale Economie, toegevoegd aan de Minister van Begroting en Overheidsbedrijven                   | 18 juli 2004 - 17 oktober 2005     | Spirit      |
| Duurzame Ontwikkeling en Sociale Economie, toegevoegd aan de Minister van Begroting en Consumentenzaken | 17 oktober 2005 - 21 december 2007  | Els Van Weert (1968)            | |                                    | Spirit      |
| |                                     | Bruno Tuybens (1961)            | Overheidsbedrijven, toegevoegd aan de Minister van Begroting en Consumentenzaken                                            | 17 oktober 2005 - 21 december 2007 | sp.a        |

#### Herschikkingen
- Op 25 september 2003 nam Anissa Temsamani ontslag wegens onthullingen over haar verleden en dat ze zou gelogen hebben over haar diploma. Op 26 september 2003 werd Kathleen Van Brempt (sp.a) benoemd tot staatssecretaris voor Arbeidsorganisatie en Welzijn op het Werk.
- Op 14 november 2003 werd Marie Arena ook minister van Gelijke Kansen en Jacques Simonet ook staatssecretaris voor Buitenlandse Zaken.
- Op 12 februari 2004 nam Jacques Simonet ontslag om minister-president van het Brussels Hoofdstedelijk Gewest te worden. Hij werd als staatssecretaris voor Europese Zaken en Buitenlandse Zaken vervangen door Frédérique Ries (MR).
- Na de regionale verkiezingen (Vlaamse verkiezingen 2004, Waalse verkiezingen 2004, Brusselse gewestverkiezingen 2004, Duitstalige Gemeenschapsraadverkiezingen 2004) en de Europese verkiezingen 2004 van 13 juni 2004 werd de regering-Verhofstadt II herschikt. Doordat de samenstelling van de regering grondig wijzigde, wordt ze vanaf 20 juli 2004 ook wel de regering-Verhofstadt II bis genoemd.
  - Louis Michel werd Europees commissaris voor Ontwikkeling en Humanitaire Hulp in commissie-Barroso I. Frédérique Ries keerde terug naar het Europees Parlement. Marie Arena werd minister-president van de Franse Gemeenschap, en leidde dus de regering-Arena. Isabelle Simonis werd voorzitter van het Parlement van de Franse Gemeenschap.
  - Frank Vandenbroucke en Fientje Moerman werden allebei Vlaams viceminister-president en respectievelijk minister van Werk, Onderwijs en Vorming in en minister van Economie, Ondernemen, Wetenschap, Innovatie en Buitenlandse Handel in regering-Leterme.
  - Bert Anciaux en Kathleen Van Brempt werden respectievelijk Vlaams minister van Cultuur, Jeugd, Sport en Brussel  en Vlaams minister van Mobiliteit, Sociale Economie en Gelijke Kansen in diezelfde regering.
- Op 17 oktober 2005 nam Johan Vande Lanotte ontslag, hierdoor werd Freya Van den Bossche vicepremier en minister van Begroting en Consumentenzaken. Peter Vanvelthoven werd gepromoveerd tot minister van Werk en behield daarbij zijn bevoegdheid van Informatisering van de Staat. Bruno Tuybens (sp.a) werd staatssecretaris voor Overheidsbedrijven.
- Op 12 juli 2007 nam Armand De Decker ontslag om voorzitter van de Senaat te worden. Zijn bevoegdheid Ontwikkelingssamenwerking werd overgenomen door Sabine Laruelle, en Hervé Jamar werd minister met dezelfde bevoegdheden.
- Op 20 juli 2007 werd Rudy Demotte minister-President van het Waals Gewest. Zijn bevoegdheden werden overgenomen door Didier Donfut, die daarmee ook minister werd. Donfut bleef nog belast met Europese Zaken.